# Albert Madörin
Albert Madörin, né le 17 mars 1905 et mort en juin 1960 à Bâle, est un bobeur suisse notamment médaillé d'argent aux championnats du monde de 1950 et de bronze aux Jeux olympiques d'hiver de 1952 en bob à quatre.

## Carrière
Aux championnats du monde de 1950, organisés à Cortina d'Ampezzo en Italie, Albert Madörin remporte la médaille d'argent en bob à quatre avec Fritz Feierabend, Romi Spada et Stephan Waser. Il obtient également la médaille de bronze de bob à quatre des Jeux olympiques d'hiver de 1952 organisés à Oslo en Norvège, avec Fritz Feierabend, André Filippini et Stephan Waser.

## Palmarès

### Jeux olympiques
- Jeux olympiques d'hiver de 1952 à Oslo ( Norvège) :
  -  Médaille de bronze en bob à 4

### Championnats monde
- Médaille d'argent dans l'épreuve de bob à quatre lors des championnats de 1950.